# Пинята
Пиня̀та (на испански: piñata) е традиционен мексикански многоцветен контейнер, направен от папиемаше, картон или глина, чиято вътрешност се пълни с разнообразни бонбони, малки плодове, хранителни продукти или играчки.
Обикновено пинятата се използва по време на фиести и тържества като рождени дни, Коледа и Великден, като се окачва на въже и виси от дърво, таван и др. Целта е да бъде ударена с пръчка от човек, чиито очи са завързани, и да се съберат сладкишите, плодовете (традиционно: фъстъци, сладък лайм, парчета захарна тръстика) или играчките от вътрешността на пинятата.

## Произход
Има много хипотези относно произхода на пинятата, и малко надеждни източници, които потвърждават или отхвърлят тези хипотези. Някои вярват, че при една от своите експедиции в Китай Марко Поло я открива и донася в Италия. Други смятат, че пинятата е съществувала в Африка доста преди да се появи в Китай. Най-много са последователите на теорията, че е създадена за първи път в Испания. Въпреки това, няма доказателства пинятата да е съществувала в Испания преди завладяването на Мексико, нито да се е появявала по-рано в някоя друга от испанските колонии в Латинска Америка.
При католическите чествания на Коледа в Мексико, пинятата традиционно е оформена като седмолъчна звезда, която представлява Дявола и седемте смъртни гряха, а съдържанието ѝ символизира даровете и благословиите, които той отнема от хората. Тази благодат се освобождава при поразяването на Дявола с вяра, олицетворена от завързаните очи.

## Конструкция
Пинятите се изработват от лесно чуплив материал като слама, папиемаше, глина. Традиционно се правят във формата на човешки или животински фигури, но в последно време могат да се видят пиняти във вид на автомобили, анимационни герои, или корпоративни талисмани (които придобиват особена популярност на фирмени партита или тийм билдинги). В някои райони на Мексико и Централна Америка има специализирани магазинчета, наречени „пинятерии“ (piñaterías), които са предназначени изключително за продажба на пиняти.

## Разпространение
Понастоящем традициите, свързани с пинятата, са се разпространили в много части на света и се превръщат във все по-честа гледка на купони и тържества в южните щати на САЩ, където пинятата се продава както в специализирани магазини за испаноезичното население, така и в обикновени хранителни магазини.
Пинятата прониква в Европа бавно през последните 2 десетилетия. Единствената страна извън Северна и Южна Америка, която възприема тези традиции в честванията на своята култура, е Индия.

## Подобни традиции
Подобни на пинятата традиции има в още няколко страни по света.
- В Дания се използва дървено буре, напълнено с бонбони, което се блъска, докато те не изпаднат от него.
- В Бразилия вместо папиемаше се използва голям балон.
- Във Филипините вместо картонено папиемаше се използва глинено гърне, наречено „палайок“ (palayok).
- В Япония има подобна игра, наречена „suikawari“, но вместо пинята, се използва диня.